# Premier League 2007-2008
La Premier League 2007-2008 è stata la 109ª edizione della massima serie del campionato inglese di calcio, disputata tra l'11 agosto 2007 e l'11 maggio 2008 e conclusa con la vittoria del Manchester Utd, al suo diciassettesimo titolo, il secondo consecutivo.
Capocannoniere del torneo è stato Cristiano Ronaldo (Manchester United) con 31 reti.

## Stagione

### Novità
Al posto delle retrocesse Sheffield Utd, Charlton e Watford, salirono dalla Championship il Sunderland, il Birmingham City e, dopo i play-off, il Derby County.

### Avvenimenti

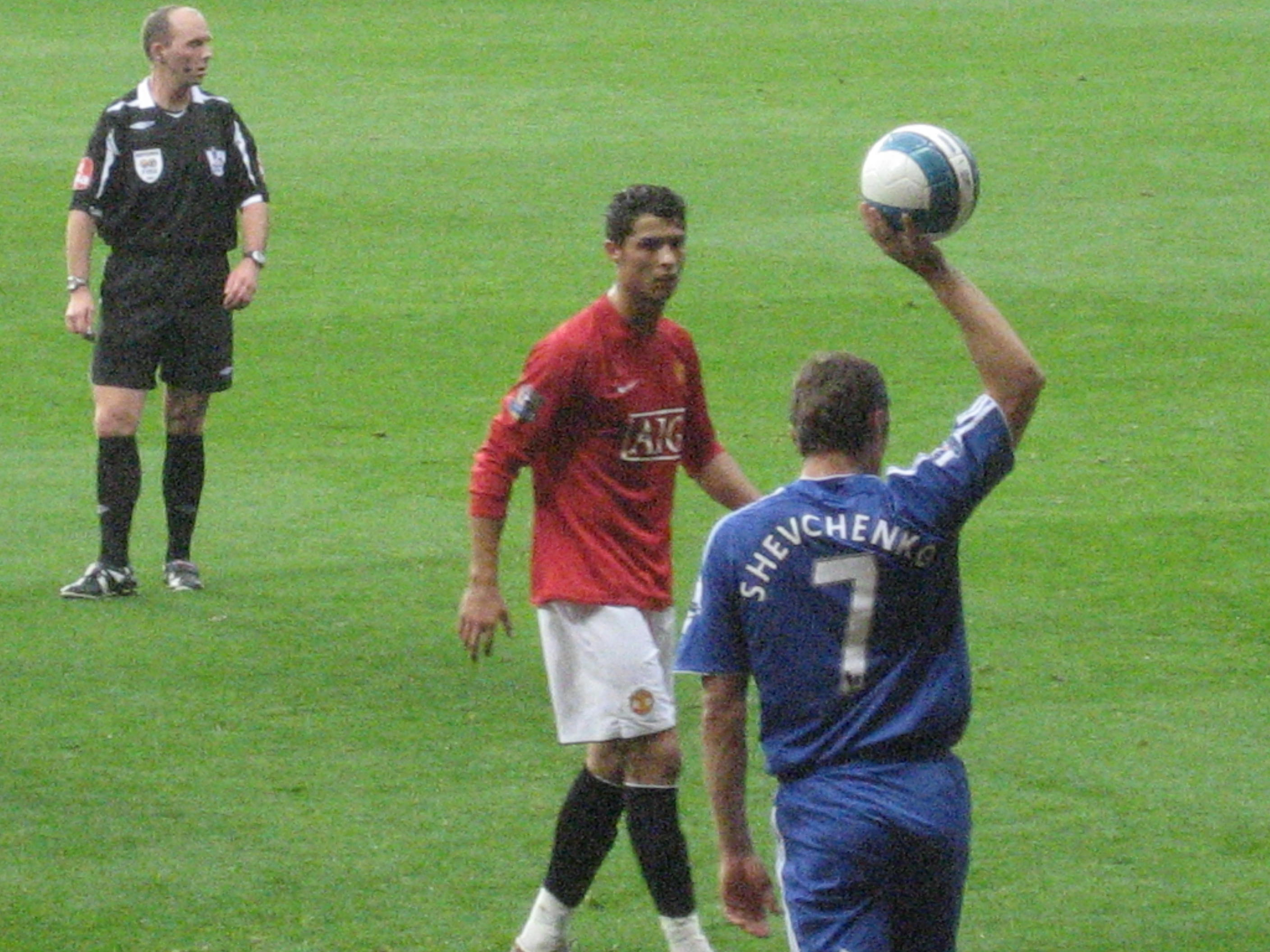
Cristiano Ronaldo, capocannoniere del torneo, fotografato assieme ad Andrij Ševčenko.

La prima parte della stagione vide l'Arsenal comandare la classifica. I Gunners approfittarono infatti di una partenza lenta del Manchester Utd e della crisi interna al Chelsea, con i Blues che a metà settembre esonerarono José Mourinho. A sorpresa si inserì nella lotta al vertice il Manchester City di Sven-Göran Eriksson che fu in lotta per ottenere un posto valido per la Champions League sino a febbraio. Il Liverpool partì male e si ritrovò pesantemente distaccato dal vertice.
Febbraio segnò il punto di svolta del campionato: l'Arsenal iniziò infatti a rallentare vistosamente e perse nei mesi successivi gli scontri diretti con Chelsea e Manchester United, finendo fuori dai giochi per il titolo in anticipo. Il Chelsea effettuò una seconda parte di stagione formidabile, sconfisse lo United nello scontro diretto del terzultimo turno e lo appaiò in testa rimanendo però al secondo posto per l'inferiore differenza reti. Lo United vinse le rimanenti due gare e si confermò così campione d'Inghilterra. Le due squadre si affronteranno anche nella finale di Champions League, con lo United che portò a casa anche il trofeo continentale dopo i calci di rigore.
Il Liverpool con un positivo finale di stagione riuscì a staccare i cugini dell'Everton e si assicurò il quarto posto, i Toffees invece si qualificarono per la Coppa UEFA insieme a Portsmouth e Tottenham, vincitori di FA Cup e Coppa di Lega.
In coda si registrò il campionato da incubo del Derby County. Retrocessi già a marzo, i Rams stabilirono diversi record negativi della storia della massima divisione inglese (solo per citarne alcuni: Minor numero di punti, maggior numero di partite consecutive senza vincere, più sconfitte in una stagione e peggior attacco della storia). Fino a pochi turni dal termine Fulham e Bolton sembravano destinate a dover fare compagnia al club delle Midlands, ma entrambe riuscirono in una clamorosa rimonta salvezza che condannò così Birmingham City e un Reading che sembrava tranquillo a 2 mesi dalla fine del torneo.

## Squadre partecipanti
| Club            | Stagione | Città               | Stadio                     | Stagione precedente                                                |
| --------------- | -------- | ------------------- | -------------------------- | ------------------------------------------------------------------ |
| Arsenal         | dettagli | Londra              | Emirates Stadium           | 4º posto in FA Premier League                                      |
| Aston Villa     | dettagli | Birmingham          | Villa Park                 | 11º posto in FA Premier League                                     |
| Birmingham City | dettagli | Birmingham          | St Andrew's                | 2º posto in Football League Championship, promosso                 |
| Blackburn       | dettagli | Blackburn           | Ewood Park                 | 10º posto in FA Premier League                                     |
| Bolton          | dettagli | Bolton              | Reebok Stadium             | 7º posto in FA Premier League                                      |
| Chelsea         | dettagli | Londra              | Stamford Bridge            | 2º posto in FA Premier League                                      |
| Derby County    | dettagli | Derby               | Pride Park Stadium         | 3º posto in Football League Championship, promosso dopo i play-off |
| Everton         | dettagli | Liverpool           | Goodison Park              | 6º posto in FA Premier League                                      |
| Fulham          | dettagli | Londra              | Craven Cottage             | 16º posto in FA Premier League                                     |
| Liverpool       | dettagli | Liverpool           | Anfield                    | 3º posto in FA Premier League                                      |
| Manchester City | dettagli | Manchester          | City of Manchester Stadium | 14º posto in FA Premier League                                     |
| Manchester Utd  | dettagli | Manchester          | Old Trafford               | 1º posto in FA Premier League                                      |
| Middlesbrough   | dettagli | Middlesbrough       | Riverside Stadium          | 12º posto in FA Premier League                                     |
| Newcastle Utd   | dettagli | Newcastle upon Tyne | St James' Park             | 13º posto in FA Premier League                                     |
| Portsmouth      | dettagli | Portsmouth          | Fratton Park               | 9º posto in FA Premier League                                      |
| Reading         | dettagli | Reading             | Madejski Stadium           | 8º posto in FA Premier League                                      |
| Sunderland      | dettagli | Sunderland          | Stadium of Light           | 1º posto in Football League Championship, promosso                 |
| Tottenham       | dettagli | Londra              | White Hart Lane            | 5º posto in FA Premier League                                      |
| West Ham Utd    | dettagli | Londra              | Boleyn Ground              | 15º posto in FA Premier League                                     |
| Wigan           | dettagli | Wigan               | JJB Stadium                | 17º posto in FA Premier League                                     |

## Allenatori e primatisti
| Squadra         | Allenatore                                                                             | Calciatore più presente             | Capocannoniere                      |
| --------------- | -------------------------------------------------------------------------------------- | ----------------------------------- | ----------------------------------- |
| Arsenal         | Arsène Wenger                                                                          | Gaël Clichy (38)                    | Emmanuel Adebayor (24)              |
| Aston Villa     | Martin O'Neill                                                                         | Wilfred Bouma, Martin Laursen (38)  | John Carew (13)                     |
| Birmingham City | Steve Bruce (1ª-13ª) Eric Black (14ª) Alex McLeish (15ª-38ª)                           | Stephen Kelly (38)                  | Mikael Forssell (9)                 |
| Blackburn       | Mark Hughes                                                                            | Brad Friedel (38)                   | Roque Santa Cruz (19)               |
| Bolton          | Sammy Lee (1ª-9ª) Archie Knox (10ª) Gary Megson (11ª-38ª)                              | El Hadji Diouf (34)                 | Nicolas Anelka (10)                 |
| Chelsea         | José Mourinho (1ª-6ª) Avraham Grant (7ª-38ª)                                           | Joe Cole (33)                       | Frank Lampard (10)                  |
| Derby County    | Billy Davies (1ª-14ª) Paul Jewell (15ª-38ª)                                            | Darren Moore (31)                   | Kenny Miller (4)                    |
| Everton         | David Moyes                                                                            | Joleon Lescott (38)                 | Yakubu Aiyegbeni (15)               |
| Fulham          | Lawrie Sanchez (1ª-17ª) Ray Lewington & Billy McKinlay (18ª-20ª) Roy Hodgson (21ª-38ª) | Simon Davies (37)                   | Clint Dempsey (6)                   |
| Liverpool       | Rafael Benítez                                                                         | José Manuel Reina (38)              | Fernando Torres (24)                |
| Manchester City | Sven-Göran Eriksson                                                                    | Richard Dunne (36)                  | Elano (8)                           |
| Manchester Utd  | Alex Ferguson                                                                          | Wes Brown (36)                      | Cristiano Ronaldo (31)              |
| Middlesbrough   | Gareth Southgate                                                                       | Stewart Downing (38)                | Stewart Downing (9)                 |
| Newcastle Utd   | Sam Allardyce (1ª-21ª) Nigel Pearson (22ª) Kevin Keegan (23ª-38ª)                      | Nicky Butt (35)                     | Michael Owen (11)                   |
| Portsmouth      | Harry Redknapp                                                                         | Sylvain Distin (36)                 | Benjani Mwaruwari (12)              |
| Reading         | Steve Coppell                                                                          | Marcus Hahnemann, James Harper (38) | Dave Kitson (10)                    |
| Sunderland      | Roy Keane                                                                              | Danny Collins (36)                  | Kenwyne Jones (7)                   |
| Tottenham       | Juande Ramos                                                                           | Steed Malbranque (37)               | Dimităr Berbatov, Robbie Keane (15) |
| West Ham Utd    | Alan Curbishley                                                                        | Robert Green, George McCartney (35) | Dean Ashton (10)                    |
| Wigan           | Chris Hutchings (1ª-12ª) Frank Barlow (13ª-14ª) Steve Bruce (15ª-38ª)                  | Chris Kirkland, Paul Scharner (37)  | Marcus Bent (7)                     |

## Classifica finale
|       | Pos. | Squadra         | Pt | G  | V  | N  | P  | GF | GS | DR  |
| ----- | ---- | --------------- | -- | -- | -- | -- | -- | -- | -- | --- |
|       | 1.   | Manchester Utd  | 87 | 38 | 27 | 6  | 5  | 80 | 22 | +58 |
|       | 2.   | Chelsea         | 85 | 38 | 25 | 10 | 3  | 65 | 26 | +39 |
|       | 3.   | Arsenal         | 83 | 38 | 24 | 11 | 3  | 74 | 31 | +43 |
|       | 4.   | Liverpool       | 76 | 38 | 21 | 13 | 4  | 67 | 28 | +39 |
|       | 5.   | Everton         | 65 | 38 | 19 | 8  | 11 | 55 | 33 | +22 |
|       | 6.   | Aston Villa     | 60 | 38 | 16 | 12 | 10 | 71 | 51 | +20 |
|       | 7.   | Blackburn       | 58 | 38 | 15 | 13 | 10 | 50 | 48 | +2  |
| [ 5 ] | 8.   | Portsmouth      | 57 | 38 | 16 | 9  | 13 | 48 | 40 | +8  |
| [ 6 ] | 9.   | Manchester City | 55 | 38 | 15 | 10 | 13 | 45 | 53 | -8  |
|       | 10.  | West Ham Utd    | 49 | 38 | 13 | 10 | 15 | 42 | 50 | -8  |
| [ 7 ] | 11.  | Tottenham       | 46 | 38 | 11 | 13 | 14 | 65 | 59 | +6  |
|       | 12.  | Newcastle Utd   | 43 | 38 | 11 | 10 | 17 | 45 | 65 | -20 |
|       | 13.  | Middlesbrough   | 42 | 38 | 10 | 12 | 16 | 43 | 53 | -10 |
|       | 14.  | Wigan           | 40 | 38 | 10 | 10 | 18 | 34 | 51 | -17 |
|       | 15.  | Sunderland      | 39 | 38 | 11 | 6  | 21 | 36 | 59 | -23 |
|       | 16.  | Bolton          | 37 | 38 | 9  | 10 | 19 | 36 | 54 | -18 |
|       | 17.  | Fulham          | 36 | 38 | 8  | 12 | 18 | 38 | 60 | -22 |
|       | 18.  | Reading         | 36 | 38 | 10 | 6  | 22 | 41 | 66 | -25 |
|       | 19.  | Birmingham City | 35 | 38 | 8  | 11 | 19 | 46 | 62 | -16 |
|       | 20.  | Derby County    | 11 | 38 | 1  | 8  | 29 | 20 | 89 | -69 |

Legenda:
      Campione d'Inghilterra e qualificata alla fase a gironi della UEFA Champions League 2008-2009.
      Qualificata alla fase a gironi della UEFA Champions League 2008-2009.
      Qualificate al terzo turno preliminare della UEFA Champions League 2008-2009.
      Qualificate al primo turno di Coppa UEFA 2008-2009.
      Qualificata al terzo turno preliminare di Coppa Intertoto 2008.
      Retrocesse in Football League Championship 2008-2009.
Regolamento:
Tre punti a vittoria, uno a pareggio, zero a sconfitta.
A parità di punti le squadre vengono classificate secondo la differenza reti.

### Squadra campione
| Formazione tipo | Giocatori (presenze)      |
| --- | ------------------------- |
| van der Sar Brown Vidić Ferdinand Evra C. Ronaldo Carrick Scholes Giggs Tévez Rooney | Edwin van der Sar (29)    |
| van der Sar Brown Vidić Ferdinand Evra C. Ronaldo Carrick Scholes Giggs Tévez Rooney | Wes Brown (36)            |
| van der Sar Brown Vidić Ferdinand Evra C. Ronaldo Carrick Scholes Giggs Tévez Rooney | Nemanja Vidić (32)        |
| van der Sar Brown Vidić Ferdinand Evra C. Ronaldo Carrick Scholes Giggs Tévez Rooney | Rio Ferdinand (35)        |
| van der Sar Brown Vidić Ferdinand Evra C. Ronaldo Carrick Scholes Giggs Tévez Rooney | Patrice Evra (33)         |
| van der Sar Brown Vidić Ferdinand Evra C. Ronaldo Carrick Scholes Giggs Tévez Rooney | Cristiano Ronaldo (34)    |
| van der Sar Brown Vidić Ferdinand Evra C. Ronaldo Carrick Scholes Giggs Tévez Rooney | Michael Carrick (31)      |
| van der Sar Brown Vidić Ferdinand Evra C. Ronaldo Carrick Scholes Giggs Tévez Rooney | Paul Scholes (24)         |
| van der Sar Brown Vidić Ferdinand Evra C. Ronaldo Carrick Scholes Giggs Tévez Rooney | Ryan Giggs (31)           |
| van der Sar Brown Vidić Ferdinand Evra C. Ronaldo Carrick Scholes Giggs Tévez Rooney | Wayne Rooney (27)         |
| van der Sar Brown Vidić Ferdinand Evra C. Ronaldo Carrick Scholes Giggs Tévez Rooney | Carlos Tévez (34)         |
| van der Sar Brown Vidić Ferdinand Evra C. Ronaldo Carrick Scholes Giggs Tévez Rooney | Allenatore: Alex Ferguson |
| Altri giocatori: John O'Shea (28), Nani (26), Anderson (24), Owen Hargreaves (23), Louis Saha (17), Darren Fletcher (16), Park Ji-sung (12), Tomasz Kuszczak (9), Gerard Piqué (9), Chris Eagles (4), Danny Simpson (3), Mikaël Silvestre (3), Fraizer Campbell (1), Ben Foster (1). |                           |

## Statistiche

### Squadre

#### Capoliste solitarie
Fonte:
|    | —— | —— | —— | ——  | —— | ——      | ——      | ——      | ——      | ——      | ——      | ——      | ——      | ——      | ——      | ——      | ——      | ——  | ——      | ——      | ——  | ——  | ——  | ——      | ——      | ——      | ——      | ——             | ——             | ——             | ——             | ——             | ——             | ——             | ——  | ——  | ——  | —— |  |
|    |    | MC |    | Liv |    | Arsenal | Arsenal | Arsenal | Arsenal | Arsenal | Arsenal | Arsenal | Arsenal | Arsenal | Arsenal | Arsenal | Arsenal | MU  | Arsenal | Arsenal |     |     |     | Arsenal | Arsenal | Arsenal | Arsenal | Manchester Utd | Manchester Utd | Manchester Utd | Manchester Utd | Manchester Utd | Manchester Utd | Manchester Utd |     |     | MU  |    |  |
|    |    |    |    |     |    |         |         |         |         |         |         |         |         |         |         |         |         |     |         |         |     |     |     |         |         |         |         |                |                |                |                |                |                |                |     |     |     |    |  |
|    |    |    |    |     |    |         |         |         |         |         |         |         |         |         |         |         |         |     |         |         |     |     |     |         |         |         |         |                |                |                |                |                |                |                |     |     |     |    |  |
| 1ª | 2ª | 3ª | 4ª | 5ª  | 6ª | 7ª      | 8ª      | 9ª      | 10ª     | 11ª     | 12ª     | 13ª     | 14ª     | 15ª     | 16ª     | 17ª     | 18ª     | 19ª | 20ª     | 21ª     | 22ª | 23ª | 24ª | 25ª     | 26ª     | 27ª     | 28ª     | 29ª            | 30ª            | 31ª            | 32ª            | 33ª            | 34ª            | 35ª            | 36ª | 37ª | 38ª |    |  |

#### Primati stagionali
Fonte:
- Maggior numero di vittorie: Manchester Utd (27)
- Minor numero di sconfitte: Chelsea, Arsenal (3)
- Migliore attacco: Manchester Utd (80 goal fatti)
- Miglior difesa: Manchester Utd (22 reti subite)
- Miglior differenza reti: Manchester Utd (+58)
- Maggior numero di pareggi: Fulham (15)
- Minor numero di pareggi: Sunderland, Reading (6)
- Maggior numero di sconfitte: Derby County (29)
- Minor numero di vittorie: Derby County (1)
- Peggior attacco: Derby County (20 reti segnate)
- Peggior difesa: Derby County (89 reti subite)
- Peggior differenza reti: Derby County (-69)

### Individuali

#### Classifica marcatori
Fonte:
| Gol | Rigori |  | Giocatore          | Squadra                              |
| --- | ------ |  | ------------------ | ------------------------------------ |
| 31  | 4      |  | Cristiano Ronaldo  | Manchester Utd                       |
| 24  |        |  | Fernando Torres    | Liverpool                            |
| 24  | 3      |  | Emmanuel Adebayor  | Arsenal                              |
| 19  |        |  | Roque Santa Cruz   | Blackburn                            |
| 15  |        |  | Benjani Mwaruwari  | Portsmouth (12), Manchester City (3) |
| 15  | 1      |  | Dimităr Berbatov   | Tottenham                            |
| 15  | 1      |  | Yakubu Aiyegbeni   | Everton                              |
| 15  | 3      |  | Robbie Keane       | Tottenham                            |
| 14  |        |  | Carlos Tévez       | Manchester Utd                       |
| 13  | 1      |  | John Carew         | Aston Villa                          |
| 12  |        |  | Wayne Rooney       | Manchester Utd                       |
| 12  | 2      |  | Jermain Defoe      | Tottenham (4), Portsmouth (8)        |
| 11  |        |  | Gabriel Agbonlahor | Aston Villa                          |
| 11  |        |  | Nicolas Anelka     | Bolton (10), Chelsea (1)             |
| 11  | 2      |  | Michael Owen       | Newcastle Utd                        |